# Bonprix
Bonprix to niemiecki dostawca mody. Przedsiębiorstwo zostało założone w 1986 r. jako spółka-córka Otto Group. Siedziba główna Bonprix znajduje się w Hamburgu. W Polsce siedziba Bonprix znajduje się w Łodzi. Oferta Bonprix obejmuje odzież damską, męską i dziecięcą, a także tekstylia i akcesoria domowe. Jako sprzedawca wielokanałowy prowadzi sklepy internetowe i mobilne oraz sprzedaż katalogową.
Od kwietnia 2024 roku firmą Bonprix kierują: Torben Hansen, Kai Heck, Carolin Klar i Matthias Wlaka. Przedsiębiorstwo zatrudnia 2500 pracowników na całym świecie.

## Historia
Firmę Bonprix założyli w 1986 roku Hans-Joachim Mundt i Michael Newe. W 1988 r. dołączył do nich Josef Teeken. W 1989 roku po raz pierwszy obroty spółki przekroczyły 1 mln niemieckich marek. Kilka tygodni po powstaniu, Bonprix wypuściło na rynek pierwszy katalog. Od 1997 r. Bonprix jest obecny w Internecie. W 2016 roku na rynek trafiła aplikacja Bonprix.

## Aktywności
W Niemczech Bonprix należy do największych sklepów internetowych i zajęło 4. miejsce w rankingu EHI najwięcej zarabiających sklepów internetowych w segmencie głównych produktów; odzieży; w 2023 roku. Ogółem Bonprix sprzedaje swoje produkty w ponad 25 krajach. W roku obrotowym 2023/2024 grupa Bonprix osiągnęła obrót w wysokości 1,52 miliarda euro i należy do najbardziej dochodowych firm w grupie Otto. W roku obrotowym 2020/21 około 88% obrotu pochodziło ze sprzedaży internetowej.
Bonprix od późnych lat 90. stosuje strategię sprzedaży wielokanałowej. Bonprix jest jedną z 10 największych firm wysyłkowych w Niemczech. Według danych z 2020 roku, Bonprix ma około 35 milionów klientów w 30 krajach.

## Asortyment
Asortyment produktowy Bonprix obejmuje odzież damską, męską i dziecięcą, a także tekstylia i akcesoria domowe.‬

## Linki
- www.bonprix.pl